# Constrictor (comics)
Pour l'album d'Alice Cooper, voir Constrictor (album).
Frank Payne, alias le Constrictor (le « Constricteur » en VF) est un super-vilain évoluant dans l'univers Marvel de la maison d'édition Marvel Comics. Créé par Len Wein, John Romita Sr. et dessiné par Sal Buscema, le personnage de fiction apparaît pour la première fois dans le comic book The Incredible Hulk (vol. 1) #212 en juin 1977.

## Biographie du personnage

### Origines
Frank Schlichting était auparavant un homme de main de la pègre de Chicago, abusé dans son enfance par le compagnon de sa mère, qui la tua ainsi que sa sœur.
Il fut engagé par la Corporation et équipé d'une armure construite par Justin Hammer, prenant l'identité du Constrictor et devint un de leurs tueurs à gage.
En réalité, Frank se nommait Frank Payne et était un agent d'élite du SHIELD, père d'une jeune fille. Il infiltra la société maffieuse mais se retrouva plongé dans le monde du crime, du luxe et de l'argent, et devint un véritable criminel, abandonnant le SHIELD.

### Parcours
Après sa première mission où il affronte Hulk, Frank Payne se met à son compte lorsque la Corporation est dissoute. Il se retrouve à affronter de nombreux super-héros, comme Iron Fist et Luke Cage, et s'allie avec Victor Creed (Dents de sabre) pendant un moment.
Il est invité à rejoindre la Société du serpent mais refuse. Anaconda est envoyée pour lui donner une leçon mais cela lui sauve la vie, car à l'hôpital il échappe de justesse à une tentative de meurtre de la part de Scourge.
Un jour, Cyber, à l'agonie, le force à lui donner ses tentacules d'adamantium. Il récupère par la suite des modèles en vibranium.
Il se fait discret et habite avec Deadpool et Titania. Il décide de quitter le monde du crime, encouragé par Nighthawk, et aussi parce qu'il avait gagné plusieurs millions de dollars après avoir gagné un procès contre Hercule qui l'avait sévèrement battu.
On l'a par la suite vu faire partie du nouveau Wild Pack (en) du SHIELD, lancé à la recherche de Cable, avec Solo, Anaconda et Domino.

### Initiative
Durant l’Initiative, on découvre que le Constrictor fait partie d'une équipe secrète, la Black Ops Unit dirigée par Henry Peter Gyrich (en).
Quand Camp Hammond est attaqué par un des clones de MVP en possession du Tactigon, le Constrictor fait partie des agents tentant d'arrêter le jeune homme. Pendant le combat, il a les deux bras tranchés. Ses bras sont toutefois remplacés par Physique, le médecin du Camp Hammond.
Lors d'une attaque d'aéroport par des terroristes, les Femmes Guerrières et le Constrictor interviennent. Frank sauve tout un avion de la destruction et la vie de sa partenaire Diamondback. Cette dernière est impressionnée par son action et une relation entre les deux débute. Il découvre par la suite que Diamondback est une taupe pour le compte de la Résistance de Captain America, mais choisit de la couvrir.

### Siège
Durant le siège d'Asgard, le Constrictor est séparé de Diamondback. Il la voit ensuite avec Captain America, et pensant à tort que Diamondback est de nouveau avec le héros. Pendant la débâcle infligée aux troupes du HAMMER, il s'échappe avec le Maître de corvée.

## Pouvoirs et capacités
Le Constrictor possède une armure bleue matelassée, résistant aux balles de petit calibre et aux chocs électriques. En complément de ses pouvoirs, c'est est un combattant expérimenté.
- Ses avant-bras ont été remplacés par des prothèses cybernétiques électrifiées pouvant devenir deux tentacules en vibranium, qu'il utilise pour fouetter ou enserrer ses ennemis, voire les électrocuter. Le vibranium rend les tentacules totalement silencieux.